# Monte Porzio Catone
Monte Porzio Catone es una localidad italiana de la provincia de Roma, región de Lazio, con 8.921 habitantes.

## Lugares de interés

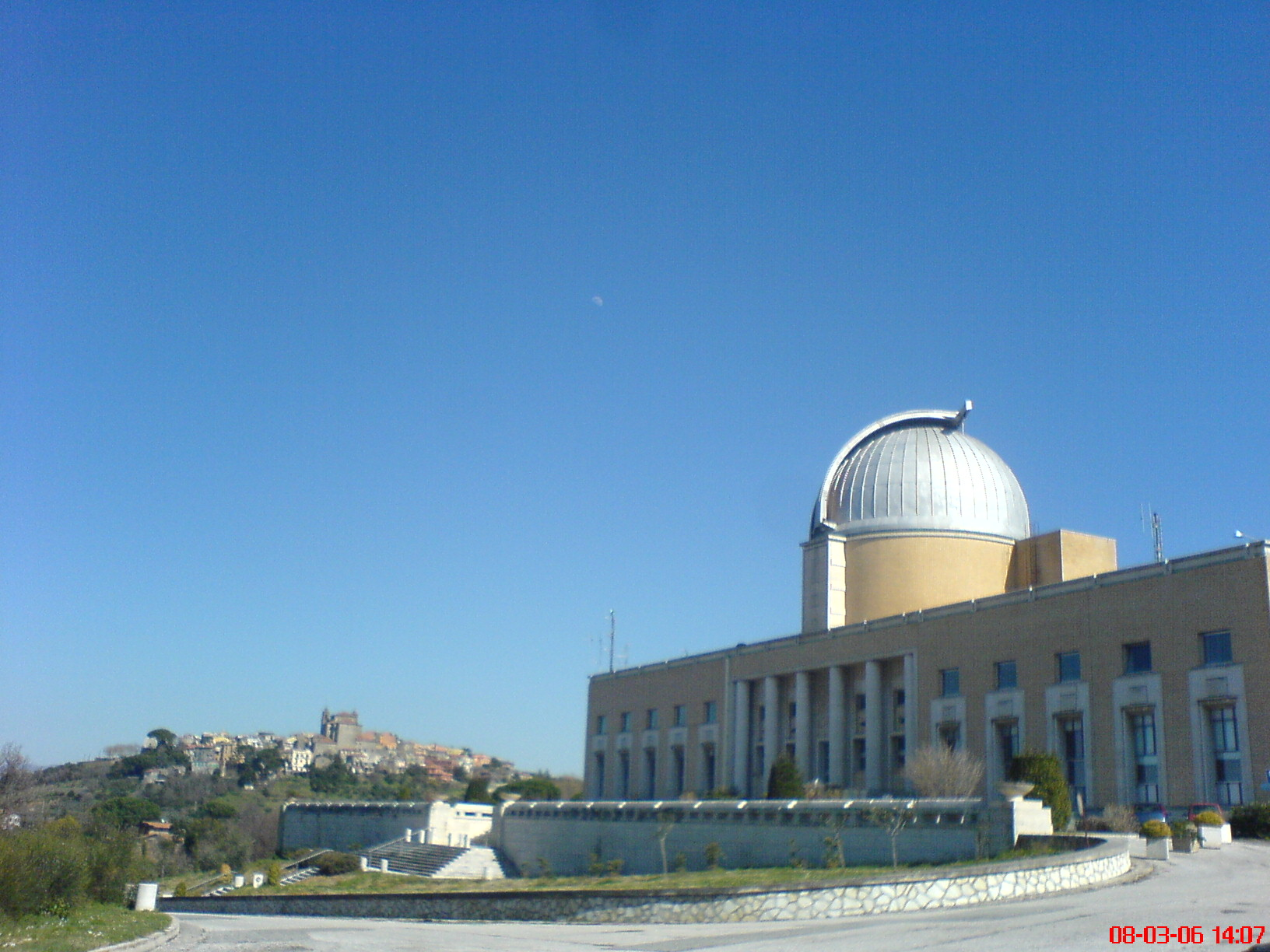
Observatorio de Roma. Sede de Monte Porzio Catone.

- Observatorio astronómico: Perteneciente al Observatorio de Roma. Comenzado a construir en 1939 con el objetivo de albergar un gran telescopio refractor que complementase al existente en la sede de Monte Mario del citado observatorio. El estallido de la Segunda Guerra Mundial impidió el proyecto y el edificio fue finalmente terminado en 1965. De estilo racionalista está construido sobre una villa romana del siglo I. Actualmente alberga programas, exposiciones y un telescopio con fines educativos y divulgativos destinados a universidades, escuelas y asociaciones.[4]

## Evolución demográfica
| Gráfica de evolución demográfica de Monte Porzio Catone entre 1861 y 2001 |
|                                                                           |
| Fuente ISTAT - elaboración gráfica de Wikipedia                           |

## Ciudades hermanadas
- Saint-Michel-l'Observatoire